# Переговоры в Манхессете
Переговоры в Манхессете (известны также под названием Манхессет I, II, III и IV) — серия переговоров из четырёх раундов в Манхессете (англ. Manhasset), штат Нью-Йорк, между правительством Марокко и представителями фронта ПОЛИСАРИО, выступающими за независимость Западной Сахары, с целью разрешения конфликта в Западной Сахаре. Это были первые прямые переговоры между враждующими партиями за семь лет. На переговорах присутствовали также представители соседних государств, Мавритании и Алжира.
Переговоры явились прямым последствием резолюции Совета Безопасности ООН 1754 от 30 апреля 2007 года, которая предлагала обеим сторонам конфликта «вступить в прямые переговоры без предварительных условий и с добрыми намерениями». Резолюция также продлила Миссию ООН по проведению референдума в Западной Сахаре (МИНУРСО) до 31 октября 2007 года.
Первый раунд переговоров состоялся 19—20 июня 2007 года, обе стороны согласились возобновить переговоры 10—11 августа. Второй раунд не принёс прорывов, но стороны согласились встретиться ещё раз. Во время третьего раунда, проходившего 8 и 9 января 2008 года, стороны договорились о «необходимости перейти к более интенсивной и основательной фазе переговоров». Четвёртый раунд прошёл с 18 марта по 19 марта 2008 года. Переговоры проходили при посредничестве Питера ван Валсума, посланника генерального секретаря ООН Пан Ги Муна по Западной Сахаре.

## Предыстория
Переговоры в Манхессете являются третьей попыткой найти мирное решение конфликта в Западной Сахаре. В 1991 году было принято соглашение о прекращении огня, предполагавшее проведение в 1992 году референдума по вопросу самоопределения Западной Сахары (предполагался выбор между присоединением к Марокко и независимостью). Из-за разногласий о том, кто сможет принять участие в референдуме, последний был отложен. Фронт Полисарио заявил, что Марокко стимулировало переселение в Западную Сахару большого количества нелегальных поселенцев, чтобы уравновесить голоса коренного населения. Он настаивал, чтобы регистрация голосующих проходила на основании переписи населения, проведённой Испанией непосредственно перед уходом из Западной Сахары. Марокко утверждало, что переселенцы являются коренным населением Западной Сахары и должны принять участие в референдуме.
В 1997 году при посредничестве США Марокко и фронт Полисарио заключили так называемое Хьюстонское соглашение, которое снова запустило процесс организации референдума. Миссия МИНУРСО, которой была поручена организация, завершила предварительную регистрацию избирателей в 1999 году. В предварительный список вошли около 85 тысяч избирателей. Марокко выразило протест против исключения большого количества людей, утверждавших, что они являются коренным населением Западной Сахары, но лишённых права голоса после собеседований с инспекторами МИНУРСО. Впоследствии Марокко отказалось признать результаты предварительной регистрации и подало 130 тысяч индивидуальных апелляций. Это завело переговоры в тупик.
После 2000 года возобновились попытки спасти мирный процесс, наиболее значительной из которых был план Бейкера. Он предусматривал полные избирательные права для всех лиц, живущих на территории Западной Сахары, включая тех, которых фронт Полисарио считал переселенцами. Выводы комиссии МИНУРСО по предварительной регистрации игнорировались. Первоначальный план Бейкера был энергично поддержан Марокко, но вызвал серьёзное недовольство фронта Полисарио и поддерживающего его Алжира. После этого план не был принят Советом Безопасности. Второй, более детальный вариант плана был одобрен резолюцией 1495 Совета Безопасности ООН летом 2003 года, и с осторожностью поддержан фронтом Полисарио, предположительно после давления со стороны Алжира. Однако план был категорически отвергнут Марокко из-за того, что при голосовании предлагался вариант полной независимости Западной Сахары. После вступления на трон Мухаммеда VI в 1999 году Марокко отказалось признать ранее принятые соглашения о возможности независимости Западной Сахары. Фронт Полисарио заявил, что отказ Марокко от переговоров означает также отказ от соглашения 1991 года о прекращении огня, но не возобновил военные действия.
Мирный процесс снова был остановлен, после чего Марокко сообщило, что готовит предложение об автономии Западной Сахары под суверенитетом Марокко. Фронт Полисарио согласился поместить автономию как третий вариант при голосовании на референдуме, но отказался обсуждать возможность референдума, в бюллетене которого не было бы варианта полной государственной независимости, так как такой референдум не мог бы реализовать самоопределение в юридическом смысле этого термина.

## Составы делегаций
- Марокко: делегацию возглавлял министр внутренних дел Шакиб Бенмусса
- Фронт Полисарио: делегацию возглавлял президент Национального совета Сахрави (фактически правительства САДР в изгнании) Махфуд Али Бейба.
- Алжир: делегация состояла из специального посланника правительства Алжира и представителя Алжира при ООН.
- Мавритания: делегацию возглавлял посол Мавритании в Испании.